# Câu lạc bộ bóng đá SHB Viêng Chăn
Câu lạc bộ bóng đá SHB Viêng Chăn (tiếng Lào: ສະໂມສອນເອັສເຮັສບີ ວຽງຈັນ) là một câu lạc bộ bóng đá chuyên nghiệp đang thi đấu tại Lao Premier League, giải đấu cao nhất của Lào. Sân nhà của CLB là Sân vận động Quốc gia Lào ở thủ đô Viêng Chăn.

## Lịch sử
Câu lạc bộ có tiền thân là đội bóng đá thủ đô Viêng Chăn. Mùa bóng 2015 sau khi được thăng hạng Premier League và nhận được tài trợ của SHBank, đội bóng đổi tên thành SHB Viêng Chăn.

## Thành tích

### Đấu trường quốc nội
- Giải bóng đá vô địch quốc gia Lào
  - Vô địch (2): 2005, 2006
- Cúp quốc gia Lào
  - Vô địch (1): 2004
- Đại hội thể thao Lào toàn quốc
  - Huy chương vàng (3): 2000, 2005, 2011